# Urbanismo tático

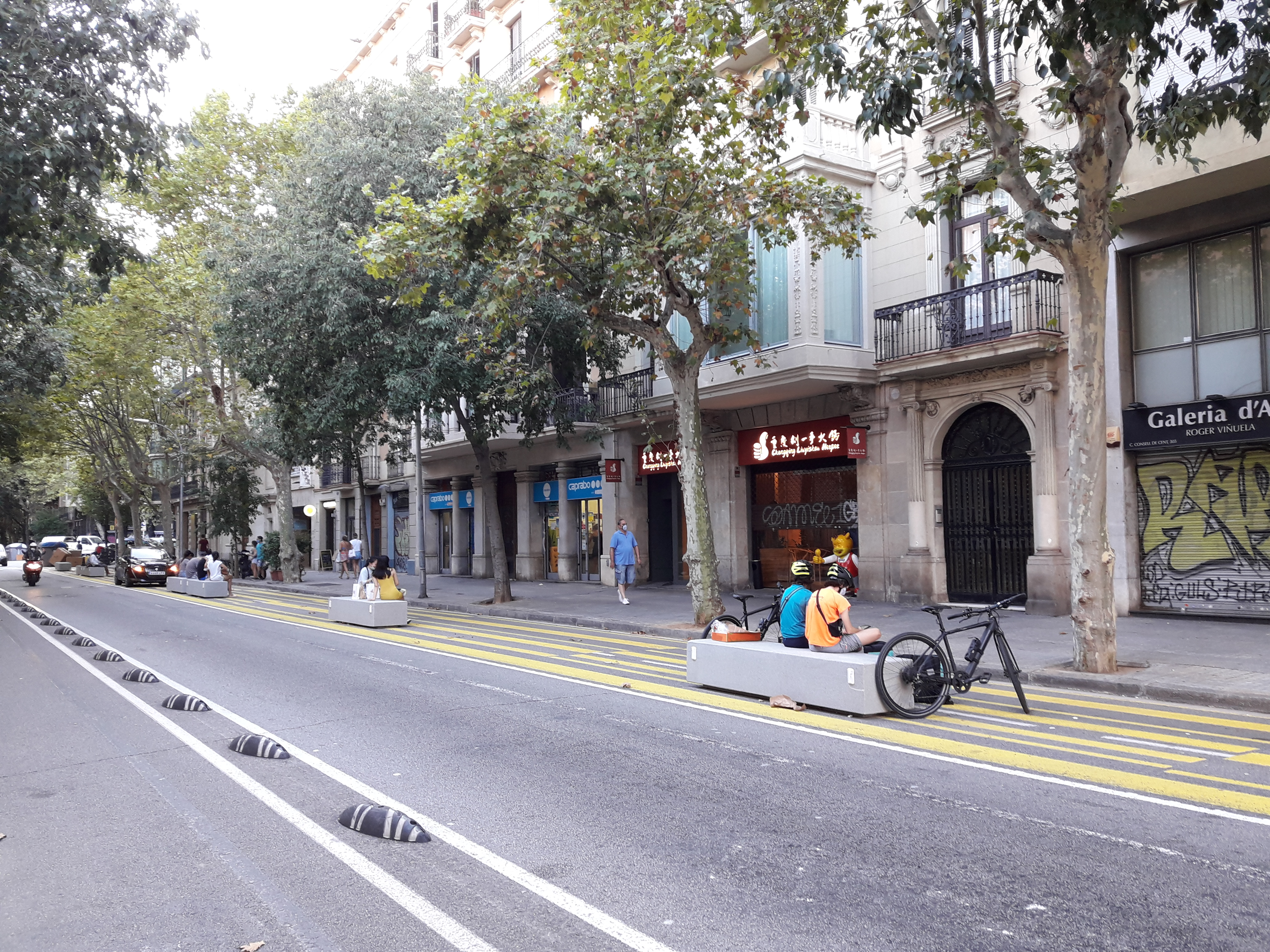
A cidade de Barcelona tem utilizado pintura, bancos, macetas ou separadores de estradas para conseguir mais espaço pedonal e ciclista em pouco tempo e de forma económica.

O urbanismo tático é um enfoque no planejamento e intervenção do espaço urbano caracterizado por um baixo custo, pequena escala, rapidez na execução, reversibilidade e pela participação cidadã na tomada de decisões. O objectivo é transformar a cidade para fazê-la mais agradável, acolhedora, sustentável e segura a partir do questionamento do uso e ocupação dos espaços públicos.

## Características
Habitualmente o urbanismo tático emprega elementos urbanísticos efémeros e portáteis, como pintura ou mobiliário urbano, para marcar o novo uso desse espaço sem a alteração da infraestrutura. Isto permite avaliar experimentalmente se a intervenção tem o efeito desejado, se podem se incluir melhoras ou se a mudança de uso deve se fazer permanente.

## Histórico
O termo urbanismo tático tornou-se popular a partir da segunda metade da década dos 2000 para referir-se a multidão de acções cidadãs e de activismo urbano que começaram a emergir por todo mundo e cujo objectivo comum era reconquistar espaços para a cidadania e que os próprios vizinhos pudessem participar na modelagem de seu meio quotidiano.

## Influências
O urbanismo tático está influenciado, entre outros, pelas contribuições de urbanistas, arquitectos, geógrafos humanos, sociólogos ou filósofos como Jane Jacobs, Peter Hall, Hannah Arendt, Jürgen Habermas, Paul Davidoff ou David Harvey.

## Nomenclaturas alternativas
Dependendo da perspectiva ideológica, da duração da intervenção ou de se estas acções são levadas a cabo por instituições ou por activistas, o conceito também recebe o nome de urbanismo emergente, urbanismo de guerrilha, urbanismo punk, urbanismo participativo, urbanismo precário, urbanismo de abaixo acima, prototipado urbano ou planificar fazendo.